# Ret

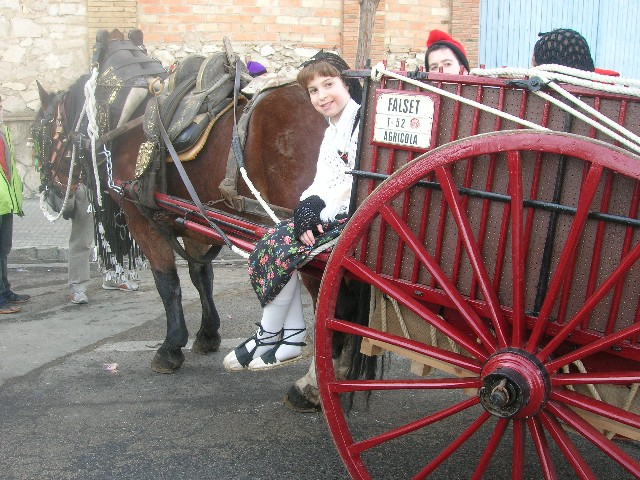
Nenes amb ret, mitenes i espardenyes. El nen porta una barretina

Un ret és un complement de la indumentària femenina consistent en una bossa de malla, sovint de color negre, que hom es posa al cap per a adornar i retenir els cabells. El ret recull els cabells i cobreix d'una manera flonja la meitat posterior del cap. Sol coronar-se amb un llacet del mateix color a sobre del cap. Des del segle xviii pertany al vestit popular català.
Cal no confondre'l amb la gandalla, una altra peça tradicional per a lligar els cabells.